# Katedra w Maladze
Katedra w Maladze (hiszp. Santa Iglesia Catedral Basílica de la Encarnación,  Katedra Wcielenia) – renesansowy kościół w Maladze, w Andaluzji, w południowej Hiszpanii. Znajduje się wewnątrz granic, które wyznaczają arabskie mury, tworząc wielki zespół architektoniczny z pobliską Alcazabą i zamkiem Gibralfaro.
Budowę katedry rozpoczęto w roku 1528 według planów Diego de Siloé, budowniczego katedry w Grenadzie. Ze względu na brak funduszy budowa ciągnęła się dwa i pół wieku i w końcu została przerwana w 1782 r. Zwraca uwagę niedokończona fasada główna i brak jednej z dwóch planowanych wież.
Część spośród najstarszych elementów wyposażenia świątyni reprezentuje jeszcze sztukę gotycką, jak np. ołtarz św. Barbary czy XV-wieczna rzeźba przedstawiająca Najświętszą Marię Pannę, podarowana Maladze przez królową Izabelę Kastylijską. Jedna z bocznych kaplic skrywa cenny obraz Matki Boskiej Różańcowej autorstwa Alonsa Cana. Z XVII w. pochodzi chór z misternie rzeźbionymi stallami.